# Непроходимость сосудов
Непроходимость сосуда — полное (окклюзия) или частичное (стеноз) отсутствие внутреннего пространства этого сосуда, нарушающее его пропускную способность.

## Общие сведения
Непроходимость сосуда является причиной сосудистой недостаточности. Сосудистая недостаточность — это патологическое состояние тканей органа или части тела, обусловленное гипоксией, возникшей в результате нарушения притока или оттока крови.
Морфологическими причинами любой сосудистой недостаточности являются непроходимость сосудов или недостаточность клапанов, что
и проявляется той разнообразной патологией, лечением которой и занимаются разные специалисты.
- Ангиохирурги лечат больных с сосудистой недостаточностью конечностей.
- Ангиолог, флеболог(сосудистый хирург) — это специалист клинической медицины, занимающийся вопросами диагностики, лечения и профилактики прогрессирования заболеваний сосудов артерий и вен.

Сосудистая недостаточность любого органа или части тела включает четыре варианта патологических состояний:
- острая артериальная недостаточность — острая ишемия.Острая артериальная недостаточность — это патологическое состояние тканей органа или части тела, обусловленное гипоксией, возникшей в результате внезапного нарушения притока крови.

Морфологической причиной острой артериальной недостаточности является окклюзия артерии, как в результате эмболии, так и в результате тромбоза.
Нозологическими причинами острой артериальной недостаточности являются чаще всего тромбоз и эмболия, но встречается и экстравазальное (травматическое) сдавление артерий.
- острая венозная недостаточность.
- хроническая артериальная недостаточность — хроническая ишемия.

Хроническая артериальная недостаточность — это патологическое состояние тканей органа или части тела, обусловленное гипоксией,
возникшей в результате длительного нарушения притока крови.
- хроническая венозная недостаточность.